# بخش کازروس
بخش کازروس (به اسپانیایی: Departamento Caseros) یک منطقهٔ مسکونی در آرژانتین است که در استان سانتافه واقع شده‌است. بخش کازروس ۳٬۴۴۹ کیلومتر مربع مساحت و ۷۹٬۰۹۶ نفر جمعیت دارد.